# 奇马尔波波卡 (特拉科潘)
奇马尔波波卡（英語：Chimalpopoca，在位时间：1469年-1489年）是在成为阿兹特克帝国一员后，前哥伦布时期城邦特拉科潘的第三位统治者（即特拉托阿尼）。他死于1489年。